# Eugène Guillet de La Brosse
Pour les autres membres de la famille, voir Famille Guillet de La Brosse.
Pour les articles homonymes, voir Guillet et La Brosse.
Félix, Joseph, Théophile, Eugène Guillet de La Brosse (né le 31 mars 1857 à Nantes et mort le 25 février 1939 dans la même ville) est un industriel français.

## Biographie

### Jeunesse et formation

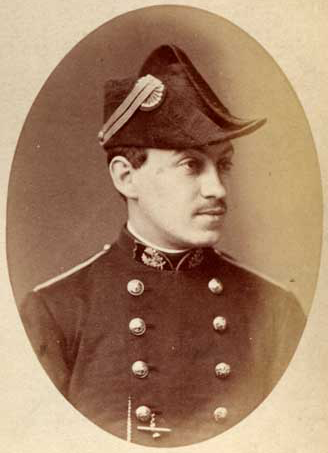
Photographie d'Eugène Guillet de La Brosse en uniforme de polytechnicien.

Fils de François Joseph Félix Guillet de La Brosse, armateur et raffineur nantais, et d'Estelle Labruère du Coudray, petit-neveu de Michel Guillet de La Brosse et de Chrétien-Charles Haëntjens, Eugène Guillet de La Brosse fait partie de la promotion 1876 de l'École polytechnique, puis de la promotion 1879 de l'École des mines de Paris. 
En 1889, il épouse Jeanne Fouquet de Lusigneul, fille d'Albert Fouquet de Lusigneul et d'Amélie Delarüe-Caron de Beaumarchais.

### L'industriel
Il fonde, avec son condisciple à Polytechnique Henri-Edmond Fouché, les établissements Établissement de la Brosse et Fouché en 1895, qu'il transforme en Ateliers et chantiers de Bretagne en 1909 et qu'il préside jusqu'en 1937.
Il participe à la fondation et au développement des Établissements Gondollo avant de devenir administrateur ou président de Conseil de différentes sociétés de navigation, de pêcheries, de banques, de verreries, d'assurances et d'affaires coloniales : Société générale d'armement, Messageries maritimes, Crédit nantais, Patrimoine vie, accidents et incendie, France Maritime, Société nationale du Cameroun, Société marocaine d'Ain-Sik, Société générale pour le développement de Casablanca, Compagnie agricole et sucrière de Nossi-Bé. 
Juge au Tribunal de commerce de Nantes, puis membre de la Chambre de commerce, il est président de la succursale de la Banque de France de Nantes et fait partie du Syndicat des constructions navales et mécaniques, dès 1920.

### Un patron marqué par le catholicisme social
Adepte du catholicisme social, il est l’organisateur, dès 1914, des premières commissions mixtes nantaises instituant les contrats collectifs, et participe, avec un autre industriel de Nantes, Louis Amieux, à la création de l'ancêtre nantais des caisses d’allocations familiales. Il est également le fondateur  de la « Société civile d'œuvres et de prévoyance sociale » affiliée à la Caisse régionale des institutions familiales ouvrières (CRIFO), et fait installé dans le château de Gesvres à Treillières (qu'il a hérité de sa tante Eugènie Guillet de la Brosse, décédée à l’âge de 89 ans en 1918, non mariée et sans enfants) une maison de repos doté d'une école financée par le CRIFO et gérée par l'« Office central des œuvres d'hygiène sociale de la Loire-Inférieure » dont il est le vice-président. Chaque année la « maison de Gesvres » accueille deux groupes de 40 enfants chacun, l’un pour les garçons, l’autre pour les filles.
Sa fortune personnelle était évaluée à dix millions de francs en 1910. Outre le château de Gesvres, il était également propriétaire du château des Dervallières à Nantes dans lequel il décède en 1939.

## Sources
- Yves Rochcongar, "Capitaines d'industrie à Nantes au XIXe siècle", éditions MeMo, Nantes, 2003.